# Bacharach
Bacharach település Németországban, Rajna-vidék-Pfalz tartományban. Lakosainak száma 1845 fő (2023. december 31.).

## Népesség
A település népességének változása:
| Lakosok száma | 2509 | 1880 | 1898 | 1868 | 1839 | 1837 | 1845 |
|               | 1975 | 2015 | 2017 | 2019 | 2021 | 2022 | 2023 |